# Sävsjö stad
Denna artikel handlar om den tidigare kommunen Sävsjö stad. För orten se Sävsjö, för dagens kommun, se Sävsjö kommun.
Sävsjö stad var en kommun i Jönköpings län.

## Administrativ historik
Sävsjö stad bildades den 1 januari 1947 (enligt beslut den 30 augusti 1946) genom en ombildning av Norra Ljunga landskommun (46,42 km², varav land 45,77 km²; 1 275 invånare) och Vallsjö landskommun (45,66 km², varav land 40,96 km²; 2 630 invånare) samt Sävsjö municipalsamhälle (belägen i båda kommunerna; inrättat 29 september 1882).
Den 1 januari 1952 (i samband med kommunreformen 1952) inkorporerades Hjärtlanda landskommun.
Staden ombildades genom kommunreformen den 1 januari 1971 till Sävsjö kommun.

### Judiciell tillhörighet
I likhet med andra under 1900-talet inrättade stadskommuner fick staden inte egen jurisdiktion utan låg fortsatt under landsrätt i Njudungs domsaga: till 1948 i Västra Njudungs tingslag, därefter i Njudungs domsagas tingslag.

### Kyrklig tillhörighet
Staden tillhörde Sävsjö församling, bildad den 1 januari 1947 genom sammanslagning av Norra Ljunga församling och Vallsjö församling. 1952 tillfördes Hjärtlanda församling.

### Sockenkod
För registrerade fornfynd med mera så återfinns staden inom ett område definierat av sockenkod 0665 som motsvarar den omfattning staden hade kring 1950 samt Norra Ljunga socken.

## Stadsvapen
Blasonering: Sköld delad, övre fältet av guld, undre fältet blått, vari en fristående krenelerad mur av guld, med tre tinnar.
Vapnet stadfästes vid Sävsjös stadsblivande år 1947. Muren avser den yngre Stureättens gods Ekesjö och den blå-gula skölden är ätten Natt och Dags vapen. Riksheraldikerämbetet föreslog denna historiska komposition. Efter kommunbildningen registreras vapnet för Sävsjö kommun i PRV 1974.

## Geografi
Sävsjö stad omfattade den 1 januari 1952 en areal av 116,61 km², varav 109,71 km² land. Efter nymätningar och arealberäkningar färdiga den 1 januari 1957 omfattade staden den 1 november 1960 en areal av 117,15 km², varav 110,13 km² land.

### Tätorter i staden 1960
I Sävsjö stad fanns tätorten Sävsjö, som hade 4 230 invånare den 1 november 1960. Tätortsgraden i staden var då 82,4 procent.

## Politik

### Mandatfördelning i valen 1946–1966
| 2 | 10 | 5 | 3 | 5 |

| 24 |

|  | 14 | 7 | 6 | 7 |

| 32 |

|  | 12 |  | 4 | 6 | 6 |

| 27 |

|  | 11 | 6 | 5 | 7 |

| 27 |

|  | 13 | 5 | 5 | 6 |

| 26 |

| 11 | 7 | 6 |  | 5 |

| 26 |